# Феррес, Вероника
Вероника Мария Сесилия Феррес (нем. Veronica Maria Cäcilia Ferres, род. 10 июня 1965 года) — немецкая актриса кино и телевидения. В 1992 году снялась в номинированной на «Оскар» и «Золотой глобус» комедии «Штонк!» режиссёра Гельмута Дитля, за эту же роль получила приз «Бэмби» как лучшая актриса. Стала известна широкой публике после фильма «Классная женщина» (1996). В 2001 году получила премию Grimme-Preis за роль Нелли Манн в телефильме «Семья Манн — Столетний роман».

## Биография
Родилась 10 июня 1965 года в Золингене (Северный Рейн-Вестфалия, ФРГ), младший ребёнок и единственная дочь предпринимателя Петера Ферреса и его жены Катарины. Изучала немецкую литературу и драматургию в Мюнхенском университете Людвига-Максимилиана. Первое её появление на экране было в комедийном сериале «Büro, Büro» (1983), первая главная роль — в фильме «Классная женщина» (1996). 
С 2001 по 2008 год была замужем за Мартином Кругом, дочь Лилли (род. в 2001). В 2014 году вышла замуж за бизнесмена Карстена Машмайера. Проживает в Мюнхене.

## Фильмография

### Кино
- 2025 — Рыжая Соня / Red Sonja
- 2022 — Последний рейс / Paradise Highway
- 2019 — Берлин, я люблю тебя / хозяйка прачечной
- 2018 — Профессионал / Siberia
- 2016 — Соль и огонь / Salt and Fire
- 2015 — Врата Тьмы / Pay the Ghost
- 2014 — Таймлесс 2: Сапфировая книга / Saphirblau
- 2013 — Паганини: скрипач дьявола / Paganini: The Devil’s Violinist (Германия, Италия)
- 2013 — Таймлесс. Рубиновая книга / Rubinrot (Германия)
- 2012 — Маленькая леди / Die kleine Lady (Германия)
- 2011 — Марко В. — 247 дней в турецкой тюрьме / Marco W. — 247 Tage im türkischen Gefängnis (Германия)
- 2010 — Жизнь слишком длинна / Das Leben ist zu lang (Германия)
- 2009 — Дикие курочки и жизнь / Die wilden Hühner und das Leben (Германия)
- 2008 — Чудо в Берлине / Das Wunder von Berlin (Германия)
- 2008 — Воскрешённый Адам / Adam Resurrected (Германия)
- 2007 — Дикие курочки и любовь / Die Wilden Hühner und die Liebe (Германия)
- 2006 — Климт / Klimt (Австрия, Франция, Великобритания, Германия)
- 2006 — Дикие курочки / Die Wilden Hühner (Германия)
- 2004 — Каждый / Jedermann (Австрия)
- 2001 — Семья Манн — столетний роман / Die Manns — Ein Jahrhundertroman (Германия)
- 2000 — Отверженные / Les Misérables (Франция, Италия, Испания, Германия)
- 2000 — Без семьи / Without Family / Sans famille (Чехия, Франция, Германия)
- 1999 — Невеста | Die Braut (Германия)
- 1999 — Дамская комната / Ladies Room (Канада, США)
- 1999 — Вечерний сеанс / Late Show (Германия)
- 1997 — Россини / Rossini (Германия)
- 1996 — Классная женщина / Das Superweib (Германия)
- 1995 — Екатерина Великая | Katharina die Große (Германия, Австрия, США) — графиня Воронцова
- 1992 — Штонк! | Schtonk! (Германия)
- 1992 — Вторая родина: Хроника молодости | Die Zweite Heimat — Chronik einer Jugend (Германия)

### Телевидение
- 1994—2014 — Комиссар Рекс (Kommissar Rex) (Австрия, Италия, ФРГ)

### Озвучивание
- 2003 — Тиль Уленшпигель / Till Eulenspiegel (Германия, мультфильм)

## Награды
- Бэмби

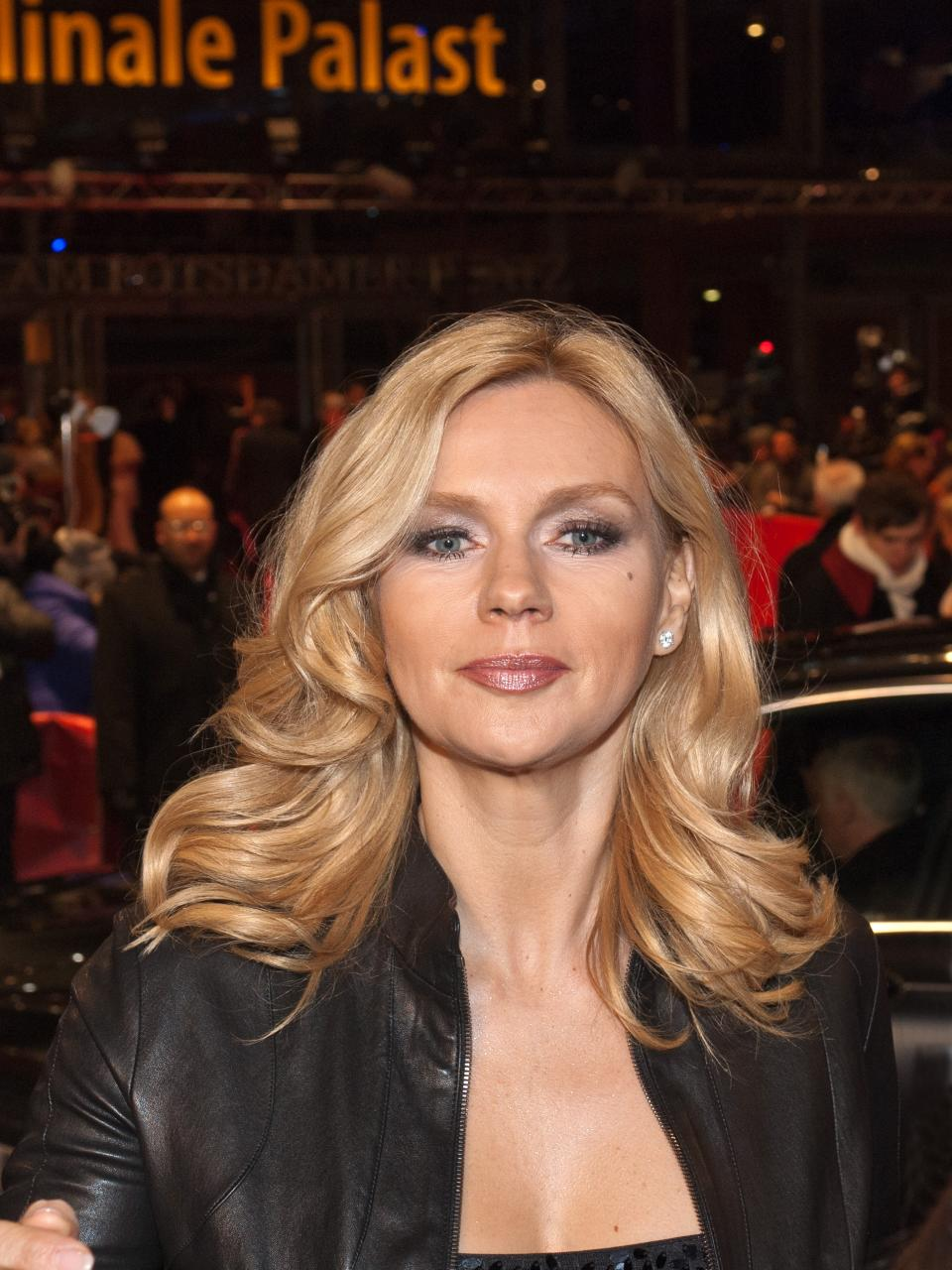
Феррес на «Берлинале» (2012)

  - 1992: Лучшая актриса (за Schtonk!)
  - 2005: Лучшая актриса (за Die Rückkehr des Tanzlehrers)
- Телепремия Баварии
  - 2002: Лучшая актриса в телефильме (за Die Manns — Ein Jahrhundertroman)
  - 2004: Лучшая актриса в телефильме (за Annas Heimkehr, Für immer verloren и Stärker als der Tod)
  - Телепремия Германии
  - 2007: (номинация) Лучшая актриса (за Vom Ende der Eiszeit)
  - 2008: Лучшая актриса (за Die Frau vom Checkpoint Charlie)
- Золотая камера
  - 1998: Лучшая немецкая актриса (за Rossini, Die Chaos Queen, Dr. Knock и Eine ungehorsame Frau)
  - 2002: Премия за роль в фильме Bobby
- Grimme-Preis
  - 1998: (номинация) Приз за роли в Die Chaos Queen, Dr. Knock и Eine ungehorsame Frau
  - 2002: Приз за роль в Die Manns — Ein Jahrhundertroman
- Роми
  - 2002: Золотая премия в категории «Любимая актриса» (за Bobby и Die Manns — Ein Jahrhundertroman)

- Прочие награды и премии
  - 1999: Премия 9-го международного кинофестиваля (Пескара, Италия) — Лучшая актриса (за Die Braut)
  - 2005: DIVA в категории «Галерея славы (Германия)»
  - 2006: Баварский орден «За заслуги»
  - 2006: Золотое перо
  - 2007: Премия им. Ганса Розенталя
  - 2007: Награда «Книга месяца» от Немецкой академии детской и юношеской литературы (за книгу Nein, mit Fremden geh ich nicht)
  - 2008: Премия «Юпитер» в категории «Лучший телефильм» (за Die Frau vom Checkpoint Charlie)
  - 2009: Премия «Штайгер» в категории «Фильм»
  - 2010: Премия «Signis» на международном кинофестивале в Вашингтоне (за Unter Bauern — Retter in der Nacht)
  - 2013: Премия Гражданин мира от Hadassah за социальную помощь Израилю[7]